# 10. Jahrtausend v. Chr.
Portal Geschichte | Portal Biografien | Aktuelle Ereignisse | Jahreskalender | Tagesartikel

◄ |
11. Jahrtausend v. Chr. |
10. Jahrtausend v. Chr. | 9. Jahrtausend v. Chr.  | ►
| ❮ | System        | Serie      | Stufe              | ≈ Alter (mya) |
| - | ------------- | ---------- | ------------------ | ------------- |
| ❮ | Q u a r t ä r | Holozän    | Meghalayum         | 0 ⬍ 0,004     |
| ❮ | Q u a r t ä r | Holozän    | Nordgrippium       | 0,004 ⬍ 0,008 |
| ❮ | Q u a r t ä r | Holozän    | Grönlandium        | 0,008 ⬍ 0,012 |
| ❮ | Q u a r t ä r | Pleistozän | Tarantium          | 0,012 ⬍ 0,126 |
| ❮ | Q u a r t ä r | Pleistozän | Ionium (Chibanium) | 0,126 ⬍ 0,781 |
| ❮ | Q u a r t ä r | Pleistozän | Calabrium          | 0,781 ⬍ 1,806 |
| ❮ | Q u a r t ä r | Pleistozän | Gelasium           | 1,806 ⬍ 2,588 |
| ❮ | früher        | früher     | früher             | älter         |

Das 10. Jahrtausend v. Chr. beschreibt den Zeitraum von 10.000 v. Chr. bis 9000 v. Chr.

## Zeitalter/Epoche
- 1. Januar 10.000 v. Chr.: Jahr 1 nach dem Holozän-Kalender
- Um 9640 v. Chr.:[1] Übergang von der erdgeschichtlichen Epoche des Pleistozäns zum Holozän. Mit dem Ende der Jüngeren Dryas, der letzten Kälteschwankung am Ende der letzten Kaltzeit, endet das Pleistozän und es beginnt die bis heute herrschende Warmzeit (Neo- oder Flandrische Warmzeit).
- Mit der Veränderung des Klimas einher ging der Höhepunkt der Quartären Aussterbewelle. Zahlreiche Vertreter der eiszeitlichen Megafauna (bspw. Höhlenlöwe, Riesenhirsch, Wollhaarmammut oder Wollnashorn) starben aus oder wurden auf regionale Restbestände reduziert.
- Um 9600 v. Chr. beginnt die Mittelsteinzeit in Mitteleuropa.[2]

## Ereignisse

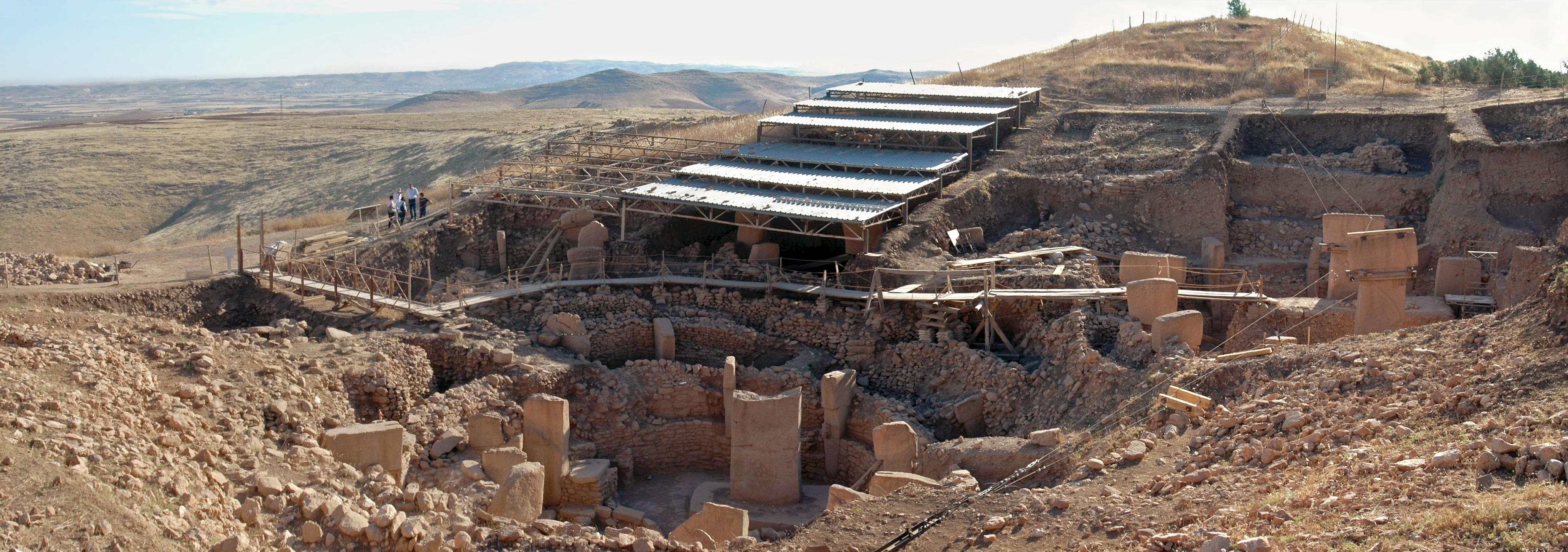
Ruinen von Göbekli Tepe

- In Nordamerika tritt die Clovis-Kultur in Erscheinung. Ihr Bestehen lässt sich auf etwa 9500 bis 9000 v. Chr. datieren. Die gefundenen Werkzeuge und Tierknochen weisen die Clovis-Menschen als Jäger und Sammler aus, die bevorzugt das Mammut und andere große Tiere jagten.
- Um 9500 v. Chr.:[3] Älteste Phase der Tempelanlage auf dem Göbekli Tepe (Südosttürkei).
- Zwischen 9800 und 8280 v. Chr.: Die Südspitze Amerikas (Feuerland) wird besiedelt.

## Erfindungen und Entdeckungen
- Um 10.000 v. Chr.: Nachweise von künstlichen Schädelöffnungen im heutigen Marokko.[4]

## Kulturen
- Afrika
  - Ibéromaurusien (17.000–8000 v. Chr.) in Nordafrika
  - Tschitolian (12.000–3000 v. Chr.) im westlichen Zentralafrika
  - Capsien (9000–3000 v. Chr.) in Tunesien und Algerien
- Europa
  - Beuronien (9600–7000 v. Chr.) in Süddeutschland und der nördlichen Schweiz
  - Hensbakka oder Fosna-Kultur (9500–7000 v. Chr.) in Norwegen und Schweden
  - Maglemose-Kultur (9000–6500 v. Chr.) in England, Norddeutschland, Dänemark, Südschweden und im Baltikum
- Vorderasien
  - Präkeramisches Neolithikum A (PPNA, 9500–8800 v. Chr.)
- Südostasien
  - Hoabinhian (12.000–10.000 v. Chr.), mesolithische Kultur in Vietnam und Nachbarländern
  - Bacson-Kultur (9000–5000 v. Chr.), erste neolithische Kultur in Vietnam
- Japan
  - Jōmon-Zeit (10.000–300 v. Chr.) – Beginnende Jōmon-Zeit – Jōmon I (11.000–8000 v. Chr.)
- Nordamerika
  - Clovis-Kultur (9050–8850 v. Chr.)

## Filme und Spiele
- 10.000 B.C. („10.000 vor Christus“) ist ein US-amerikanischer Spielfilm des Regisseurs Roland Emmerich.
- Auch Conan der Barbar (literarische Vorlage: Conan der Cimmerier von Robert E. Howard) ist in der besagten Zeit angesiedelt.[5]
- Auch das Spiel Far Cry Primal ist um diese Zeit angesiedelt.

(Hinweis: Diese Geschichten spielen zwar in der besagten Zeit, spiegeln jedoch keine historischen Fakten wider.)